# Seznam prezidentů Ázerbájdžánu

Vlajka ázerbájdžánského prezidenta
Poměr stran: 1:1

Seznam prezidentů Ázerbájdžánu je seznam prezidentů současného Ázerbájdžánu od roku 1990 dosud.

## Seznam ázerbájdžánských prezidentů od vyhlášení republiky v roce 1990
| Pořadí | Jméno           | Portrét        | Subjekt | Subjekt                 | Začátek a konec v úřadu | Začátek a konec v úřadu | Dny v úřadu |
| ------ | --------------- | -------------- | ------- | ----------------------- | ----------------------- | ----------------------- | ----------- |
| 1.     | Ajaz Mutalibov  | Ajaz Mutalibov |         | Komunistická strana     | 18. května 1990         | 6. března 1992          | 658         |
| —      | Jagub Mammadov  |                |         | bezpartijní             | 6. března 1992          | 14. května 1992         | 38          |
| —      | Ajaz Mutalibov  | Ajaz Mutalibov |         | bezpartijní             | 14. května 1992         | 18. května 1992         | 4           |
| —      | Isa Gambar      |                |         | Lidová fronta           | 19. května 1992         | 16. června 1992         | 28          |
| 2.     | Abulfaz Elčibej |                |         | Lidová fronta           | 16. června 1992         | 1. září 1993            | 442         |
| 3.     | Hejdar Alijev   | Hejdar Alijev  |         | Strana Nový Ázerbájdžán | 3. října 1993           | 31. října 2003          | 3680        |
| 4.     | Ilham Alijev    | Ilham Alijev   |         | Strana Nový Ázerbájdžán | 31. října 2003          | úřadující               | dosud 7853  |